# Ohlone (taalfamilie)

Verspreidingsgebied van de Ohlonetalen. De grenzen zijn bij benadering.

Ohlone of Costanoaans (Engels: Costanoan) is een taalfamilie waarvan de talen gesproken werden door de Ohlone, een indiaans volk dat in Noord-Californië leefde, van Baai van San Francisco tot ten zuiden van de Baai van Monterey. De talen, verspreid over meer dan 50 dorpen,  waren een tak van de Utitalen. Momenteel zijn de Ohlonetalen uitgestorven, hoewel met revitalisatieprojecten geprobeerd wordt hen weer nieuw leven in te blazen.

## Indeling
Ohlone bestond uit acht verschillende variëteiten: Awaswas, Chalon, Chochenyo (of Chocheño), Karkin, Mutsun, Ramaytush, Rumsen en Tamyen. Sommigen hebben deze varianten dialecten genoemd, anderen talen. De taalkundige Catherine Callaghan heeft de familie uitgebreid onderzocht en kwam tot de volgende indeling in 3 subgroepen en in totaal 6 talen (2001):
- Karkin
- Noordelijk Costanoaans
  - San Francisco Bay Costanoaans 
    - Tamyen
    - Chochenyo
    - Ramaytush

  - Awaswas (mogelijk werden er meerdere talen gesproken in het Awaswas-gebied. Het bekende materiaal vertoont grote variatie)
  - Chalon (mogelijk een overgang tussen Noordelijk en Zuidelijk Costanoaans)
- Zuidelijk Costanoaans
  - Mutsun
  - Rumsen

De verschillen tussen de Ohlonetalen zijn vergelijkbaar met die tussen Romaanse talen.
Alle Ohlonetalen zijn voortgekomen uit het Proto-Ohlone. Deze taal zou volgens de Yok-Utische hypothese rond het jaar 1500 v.Chr. ontstaan zijn in het oosten van de San Francisco Bay Area, door zich af te splitsen van het Proto-Uti, dat ca. 2500 v.Chr. uit het Grote Bekken in Californië arriveerde.
Ohlone vormt samen met de Miwoktalen de familie van de Utitalen. In 1991 suggereerde Geoffrey Gamble de familie van de Yok-Utische talen, die zou bestaan uit de Yokutstalen en de Utitalen. De Yok-Utische talen op hun beurt maken deel uit van de hypothetische superfamilie van de Penutische talen.